# Petäjäsaari (ö i Finland, Södra Savolax, Nyslott, lat 61,94, long 29,60)
Petäjäsaari är en ö i Finland. Den ligger i sjön Puruvesi och i kommunen Nyslott i  landskapet Södra Savolax, i den sydöstra delen av landet, 300 km nordost om huvudstaden Helsingfors. Öns area är 24,5 hektar och dess största längd är 0,7 kilometer i öst-västlig riktning.